# Mylène Chollet
Mylène Chollet (ur. 31 lipca 1983) – francuska judoczka. Uczestniczka mistrzostw świata w drużynie w 2010. Startowała w Pucharze Świata w latach 2001 i 2004-2010. Zajęła piąte miejsce na mistrzostwach Europy w 2010, a także zdobyła dwa medale w drużynie. Wygrała igrzyska frankofońskie w 2005. Trzecia na MŚ juniorów w 2002. Mistrzyni Francji w 2010 roku.